# Abraham Henriques de Granada
Abraham Henriques de Granada (circa september 1833 – 2 augustus 1910) was een Surinaams jurist en politicus.
Hij was praktizijn bij het Hof van Justitie maar hij was ook actief in de politiek.
Bij de parlementsverkiezingen van 1868, 1870 en 1882 behaalde hij onvoldoende stemmen om verkozen te worden. Bij de verkiezingen van 1882 werd hij wel verkozen tot lid van de Koloniale Staten. Hij zou 15 jaar Statenlid blijven en werd in 1897 opgevolgd worden door F.C. Curiel.
De Granada overleed in 1910 op 76-jarige leeftijd.